# Ungheria
L'Ungheria (in ungherese Magyarország; AFI: /ˈmɒɟɒˌrorsaːɡ/, ) è uno Stato membro dell'Unione europea, costituito come repubblica e situato nell'Europa centro-orientale, nella Pianura Pannonica. La lingua ufficiale è l'ungherese.
Confina a nord con la Slovacchia, a est con l'Ucraina e la Romania, a sud con la Serbia e la Croazia e a ovest con l'Austria e la Slovenia; si tratta di uno Stato senza sbocco al mare. La capitale e città principale è Budapest.
L'Ungheria è una repubblica parlamentare. L'attuale presidente è Tamás Sulyok, mentre il primo ministro è Viktor Orbán. L'Ungheria è membro della NATO, dell'OCSE, del Gruppo di Visegrád e dell'Unione europea, nella quale è entrata il 1º maggio 2004; ha inoltre firmato gli accordi di Schengen.

## Storia

### Antichità

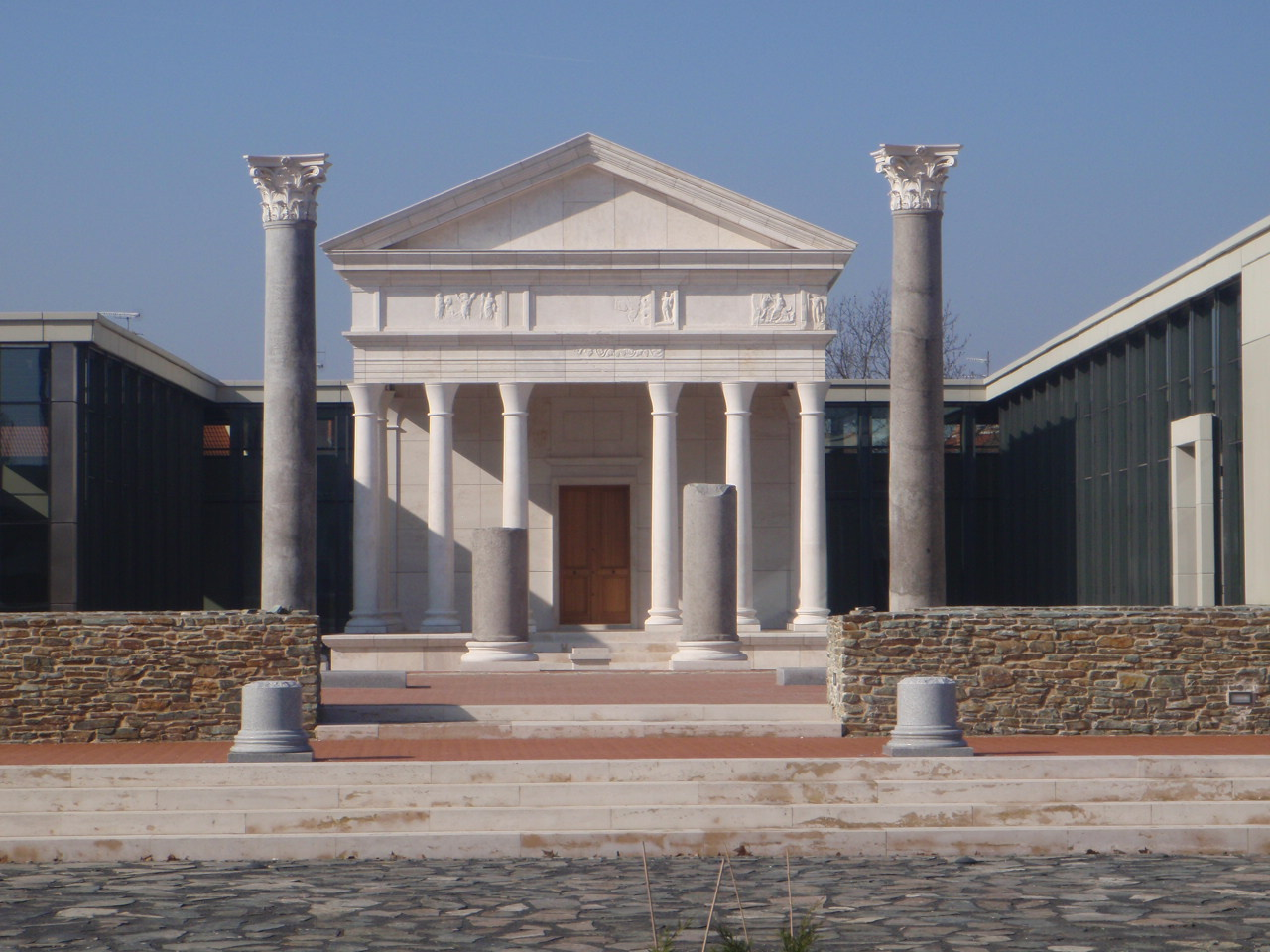
Savaria (Szombathely)

Fra il 35 e il 9 a.C. le legioni romane conquistarono la parte a occidente del Danubio dell'attuale Ungheria, la quale divenne la provincia romana della Pannonia, e rimase romana fino alla fine del IV secolo. Il Danubio fu fortificato come uno dei punti importanti della difesa, e numerosi imperatori arrivarono o morirono nella provincia. San Martino di Tours nasce a Sabaria (attuale Szombathely). In seguito alle invasioni barbariche, nel VI secolo il territorio venne occupato da vari popoli eurasiatici, tra cui gli Unni, gli Ostrogoti, i Longobardi e i Gepidi; più tardi il regno degli Avari, popolazione di origine turcica cristianizzata dall'VIII secolo. Il regno degli Avari fu distrutto da Carlo Magno nel 796.
Guidati dal loro capo Árpád, nell'896 gli Ungari, un popolo delle steppe formato da varie tribù, riconducibili al ceppo linguistico ugrico (la cui lingua principale era quella dei Magiari), provenendo dagli Urali (con una migrazione che durò molti secoli), attraverso la Khazaria, si insediarono nelle pianure del medio Danubio, che dopo la distruzione del regno degli Avari da parte di Carlo Magno e la successiva morte dello stesso Carlo Magno, era stata occupata parzialmente dal Regno Teutonico, dal primo Impero bulgaro e da varie tribù slave della Grande Moravia di Svatopluk. Gli Avari, comunque, formavano ancora una parte significativa della popolazione della Pianura Pannonica alla fine del IX secolo: sia le fonti contemporanee sia un crescente numero di prove archeologiche suggeriscono che dei gruppi di Avari sopravvissero alla disintegrazione del loro impero.
Secondo lo storico Gyula László, «la classe dominante e la cavalleria armata del popolo di Árpád era turca».
Poiché i nomi degli insediamenti degli ungheresi di Árpád hanno sicura etimologia ungherese, lo storico Gyula László ha ipotizzato che all'arrivo nell'896 di Árpád il bacino dei Carpazi fosse già abitato, mischiati con Avari, da gruppi etnici ungari, giunti nell'attuale Ungheria intorno al 670 e conosciuti col nome turco on-ugor ("dieci tribù"; da cui deriverebbe il nome ungheresi). Questa teoria, detta della "doppia conquista della patria", dopo una certa fama durante i primi decenni del Novecento (in relazione alla diffusione di panturchismo e turanismo) e anche durante il regime socialista, è stata notevolmente ridimensionata dagli studi più recenti, benché anche in passato non fosse stata accettata da tutti.

### Regno d'Ungheria

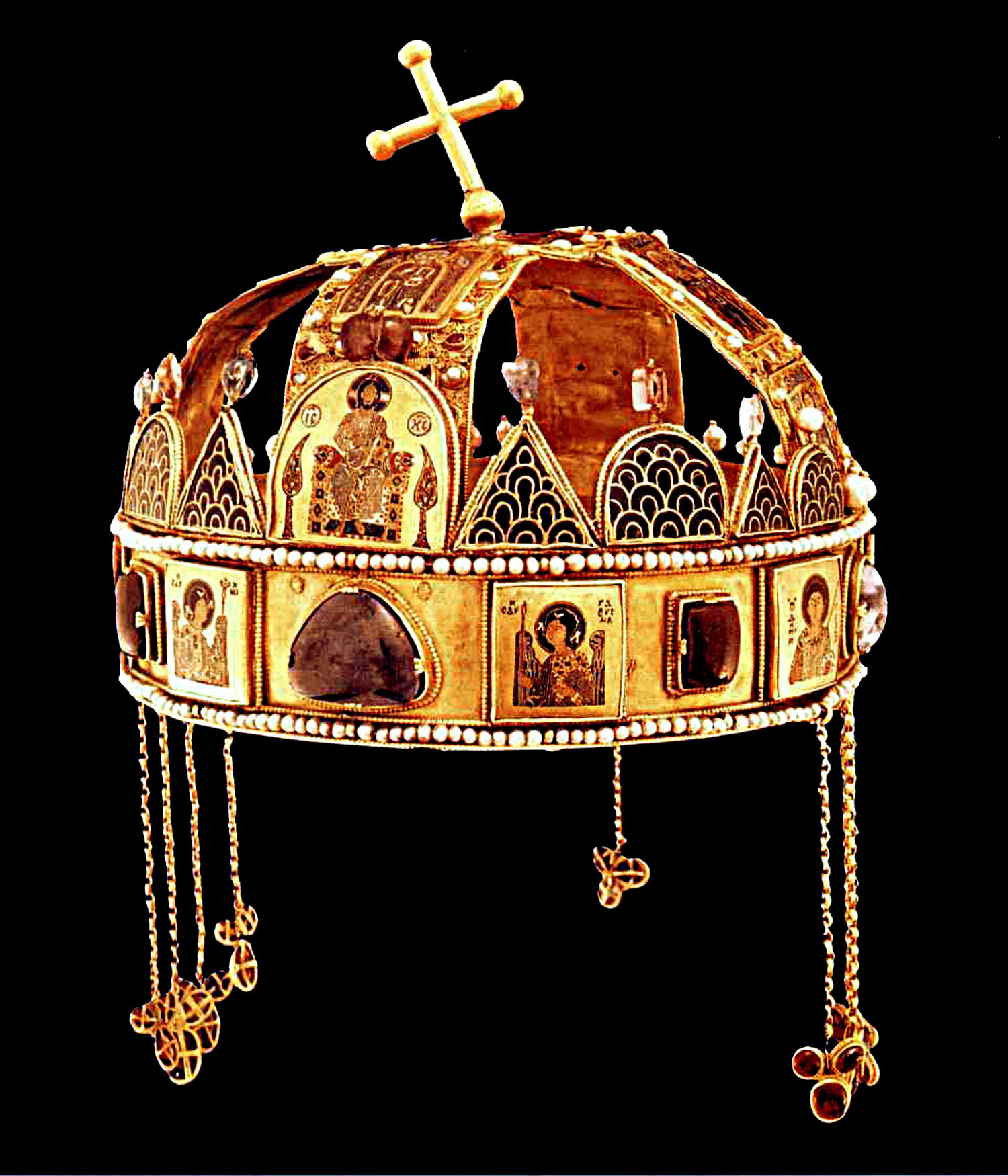
Corona di Santo Stefano

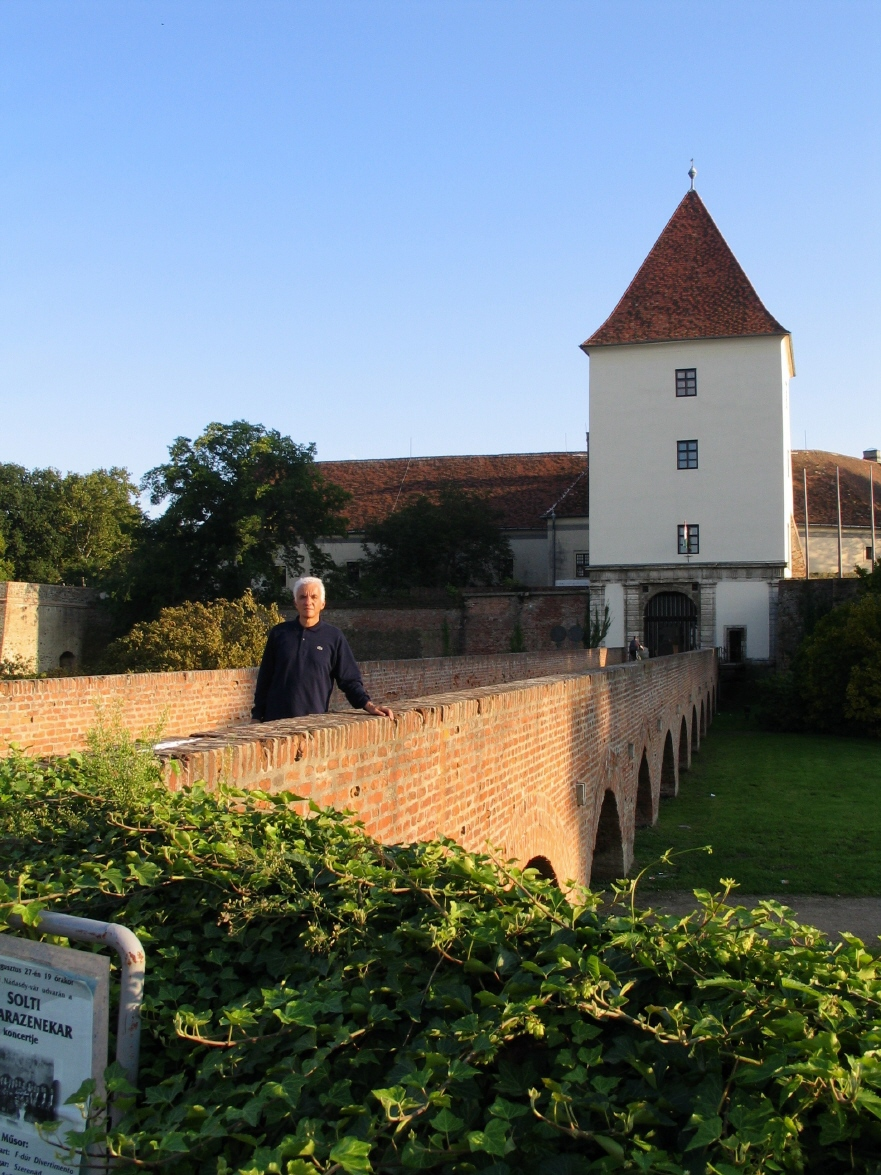
Il ponte del castello di Sárvar, residenza di Ferenc Nádasdy, il maggiore dei magnati ungheresi, alfiere in Ungheria della cultura italiana, promotore della rivolta contro Vienna che dopo la vittoria di Montecuccoli aveva ceduto due città importanti alla Sublime porta. Scoperta la rivolta, sarà decapitato. Archivio Nuova terra antica

Il Palazzo Eszterházy a Fertőd.

Nel dicembre dell'anno 1000 venne incoronato il primo re d'Ungheria, Stefano I (1000-1038) che convertì il popolo magiaro al cristianesimo. Durante il suo regno riuscì a stabilire uno Stato feudale e costruire un Paese potente nell'Europa centrale, denominato variamente Hungaria, Turchia (soprattutto nelle fonti bizantine), Ungverjaland (nelle fonti scandinave). Dopo la sua morte Stefano venne canonizzato nel 1083 e da allora è venerato come santo Stefano d'Ungheria, fondatore dello Stato ungherese.
Dopo il breve e tormentato regno del veneziano Pietro Orseolo (erede legittimo di Stefano), i discendenti del primo re d'Ungheria dettero vita alla dinastia degli Arpadi (Árpád in ungherese), che regnò fino al 1301.
Tra i secoli della storia ungherese, il XIII è sicuramente uno dei più complessi. A quest'epoca risale l'intervento legislativo della crisobolla (bolla d'oro) Super reformatione regni di Andrea II (morto nel 1235), con la quale il sovrano riorganizzò e definì la struttura feudale del regno, attribuendo ai feudatari determinate prerogative che non si sarebbero potute comprimere (nel corso del XIII secolo, inoltre, una serie di nuovi interventi contribuirono a limitare ulteriormente il potere del re a favore di quello del consiglio dei nobili).
In seguito alla devastante invasione mongola del 1241 il regno dovette essere però riorganizzato di nuovo. Il re Ladislao IV il Cumano cercò nuovamente di riorganizzare l'esercito e lo Stato appoggiandosi ai Cumani, da poco giunti nel regno (e quindi ancora pagani), ma fu fermato dall'intervento del papa Niccolò III che gettò il Paese nella guerra civile e portò il sovrano alla morte.
Nel 1301 la dinastia degli Arpadi si estinse. Il trono venne di volta in volta attribuito a dinastie straniere: prima gli Angiò dal 1307; dal 1378 i Lussemburgo; dal 1437 gli Asburgo; al re Ladislao V Jagellone in unione con Polonia e Lituania tra il 1440 e il 1444. Durante il regno di Mattia I Corvino detto il Giusto (dal 1458 al 1490), venne varata una riforma che riorganizza la pubblica amministrazione. Inoltre, nel XVI secolo fu realizzata una raccolta di leggi, l'Opus Tripartitum di István Werbőczy. Nel corso del XV secolo spicca, inoltre, la figura dell'eroe nazionale ungherese Giovanni Hunyadi.
Tra il XV e il XVI l'Ungheria, che in questo periodo assunse il nome di Ungheria Reale, visse uno stato di guerra continua contro l'Impero ottomano, con risultati alterni ora di vittoria (battaglia di Belgrado, 1456), ora di sconfitta (battaglia di Mohács, 1526).
Il regno subì, a partire dal XVI secolo, la dominazione dell'Impero ottomano finché, nel corso del Seicento, venne progressivamente assorbito dall'Impero d'Austria: l'unione fu sancita nel 1697 e confermata nel trattato di Carlowitz nel 1699.
Fino all'epoca napoleonica e romantica il regno d'Ungheria era essenzialmente il "regno della Sacra Angelica, et Apostolica Regni Hungariae Corona", con il latino lingua ufficiale fino al 1846. A tal proposito sono esemplari le parole che vengono attribuite allo stesso Stefano I d'Ungheria nella versione originale dei Consigli al figlio Amerigo:
(Sancti Stephani primi regis Hungariae de regum praeceptis decem ad Sanctum Emericum ducem)
Durante i moti rivoluzionari del 1848 l'Ungheria dichiarò la propria indipendenza dall'Impero austriaco con l'intento di creare una repubblica. La rivolta fallì (a causa di un massiccio intervento russo e per le divisioni intestine presenti nel movimento antiaustriaco, divisioni che frammentarono le posizioni ungheresi - vedi scontri tra István Széchenyi, Lajos Kossuth e Miklós Wesselényi - e allontanarono gli stessi ungheresi dai rumeni).
Con il crescere dei nazionalismi l'Ungheria perse il carattere sovra-etnico per diventare uno Stato multi-etnico del quale alla fine tutti i movimenti nazionalisti a base etnica cercarono di liberarsi. Nel 1867 l'Impero austriaco concesse un'ampia autonomia agli Ungheresi, creando un compromesso: l'unione personale dell'Impero austro-ungarico.

### XX secolo
Nel 1918, con la dissoluzione dell'Impero (in seguito alla sconfitta nella prima guerra mondiale), in Ungheria viene proclamata la repubblica. Nel 1919 i comunisti instaurano la Repubblica dei consigli d'Ungheria, con a capo Béla Kun. Dopo la repressione della medesima, il 31 luglio dello stesso anno viene restaurata la monarchia che dà vita a un sistema politico parlamentare, fondato sul pluralismo dei partiti, ma limitato dal ruolo straordinario del "reggente", il capo dello Stato, Miklos Horthy.
Il 4 giugno 1920, l'Ungheria perde più di due terzi del suo territorio mediante il trattato di pace firmato nel Grand Palais de Trianon. 231448 km quadrati vengono annessi ai paesi circostanti, soprattutto alla Romania, alla Slovacchia e alla Jugoslavia. Milioni di persone di identità ungherese restano all'interno degli stati eredi in qualità di minoranza.
Il 21 giugno 1941 entra in guerra a fianco della Germania e dell'Italia. Alla fine della guerra il regime filo-nazista viene rovesciato e il Paese è invaso dall'Armata Rossa, entrando così nell'area d'influenza dell'Unione Sovietica.

#### La Repubblica Popolare d'Ungheria

Bandiera della Repubblica Popolare d'Ungheria fra il 1949 e il 1956

La Repubblica Popolare d'Ungheria (Magyar Népköztársaság), fu il nome ufficiale dello Stato ungherese durante il periodo comunista. Fu ufficialmente proclamata, dopo un breve periodo democratico, nel 1949. Il 23 ottobre 1956 ha inizio la rivoluzione ungherese. Quindi, il 1º novembre, l'Ungheria esce dal Patto di Varsavia e tre giorni dopo l'Armata Rossa invade il Paese e i moti rivoluzionari vengono repressi. Con oltre 3.000 vittime (circa 2.800 ungheresi di entrambe le parti e 700 sovietici, 225 giustiziati). Il Paese resterà nel Patto di Varsavia fino al 1989.
Il 23 agosto del 1989 l'Ungheria incomincia a smantellare la Cortina di ferro, causando l'esodo di migliaia di tedeschi della DDR (incominciato l'11 settembre dello stesso anno). Con la caduta della Cortina di ferro e il conseguente scioglimento del Patto di Varsavia, la dissoluzione dell'Unione Sovietica e il rovesciamento del sistema comunista, il Paese si orienta verso modelli economici e politici dell'Europa occidentale. La Repubblica popolare cessò di esistere nel 1989 a seguito delle proteste di piazza che portarono all'apertura al liberalismo da parte di tutti i Paesi appartenenti al blocco orientale.

### L'entrata nell'Unione europea
Nel vertice dell'UE di Copenaghen svoltosi il 13 dicembre 2002, fu deciso che dal 1º maggio 2004 l'Ungheria (assieme ad altri 9 Stati) entrasse a far parte dell'Unione europea, decisione che venne confermata il 12 aprile 2003 con un referendum al quale partecipò il 45% degli aventi diritto al voto e nel quale l'84% dei votanti votò a favore dell'UE.

### Percorso di adesione all'Unione europea
- 31 marzo 1994: presentata la domanda di adesione.
- 31 marzo 1998-13 dicembre 2002: negoziati di adesione.
- 14 aprile 2003: un referendum approva la ratifica del Trattato di adesione.
- 14 aprile 2003: il Consiglio europeo approva l'adesione dell'Ungheria che il 16 aprile ad Atene firma il trattato di adesione in vigore dal 1º maggio 2004.

Oltre che nell'UE, dal 23 dicembre 2007 l'Ungheria è nell'area Schengen ma non ha adottato l'euro come moneta corrente, bensì continua a utilizzare come moneta il fiorino ungherese.

## Geografia
L'Ungheria si trova al centro dell'Europa continentale ed è priva di sbocchi al mare. Il suo territorio occupa per larga parte la zona settentrionale della Pianura Pannonica, ed è quasi esclusivamente pianeggiante. Il territorio è attraversato dal Danubio che lo divide in due regioni: il Transdanubio, a ovest, e l'Alföld (o Grande pianura ungherese), a est.

### Morfologia

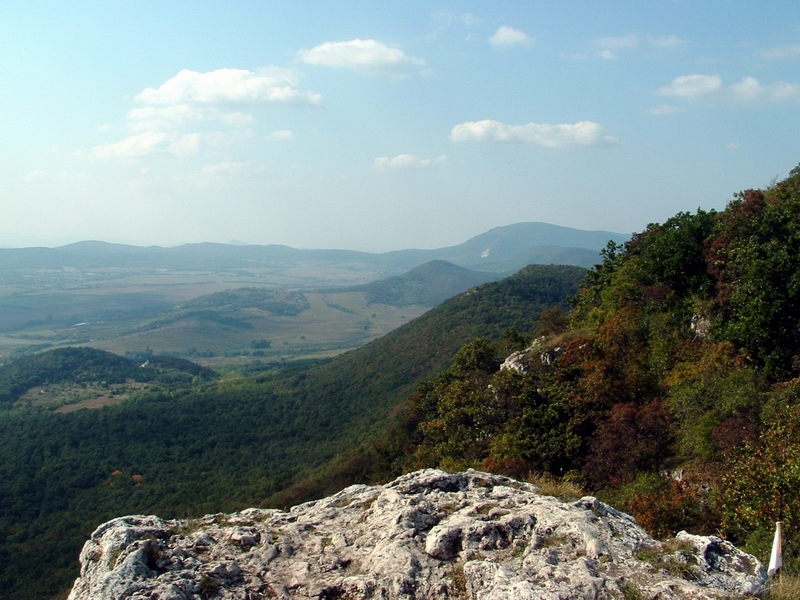
Vista dei Monti Pilis

Nella zona settentrionale del Paese vi è una zona montuosa, composta da rilievi non molto alti che superano di poco i mille metri, che si snoda da sud-ovest a nord-est per circa 400 km. La prima parte di questa catena prende il nome di Montagne del Transdanubio, ed è costituita dalla Selva Baconia (o catena dei Bakony), che comincia a nord del lago Balaton, seguita dai rilievi di Vértes, di Gerecse e di Pilis che giungono sino all'ansa del Danubio in prossimità della città di Visegrád. La seconda parte prende il nome di Rilievi precarpatici settentrionali, ed è costituita dal massiccio del Börzsöny, seguito dai monti Mátra, dove si erge la massima elevazione del Paese, il Kékes (1014 m), e infine il massiccio del Bükk (959 m).

### Idrografia

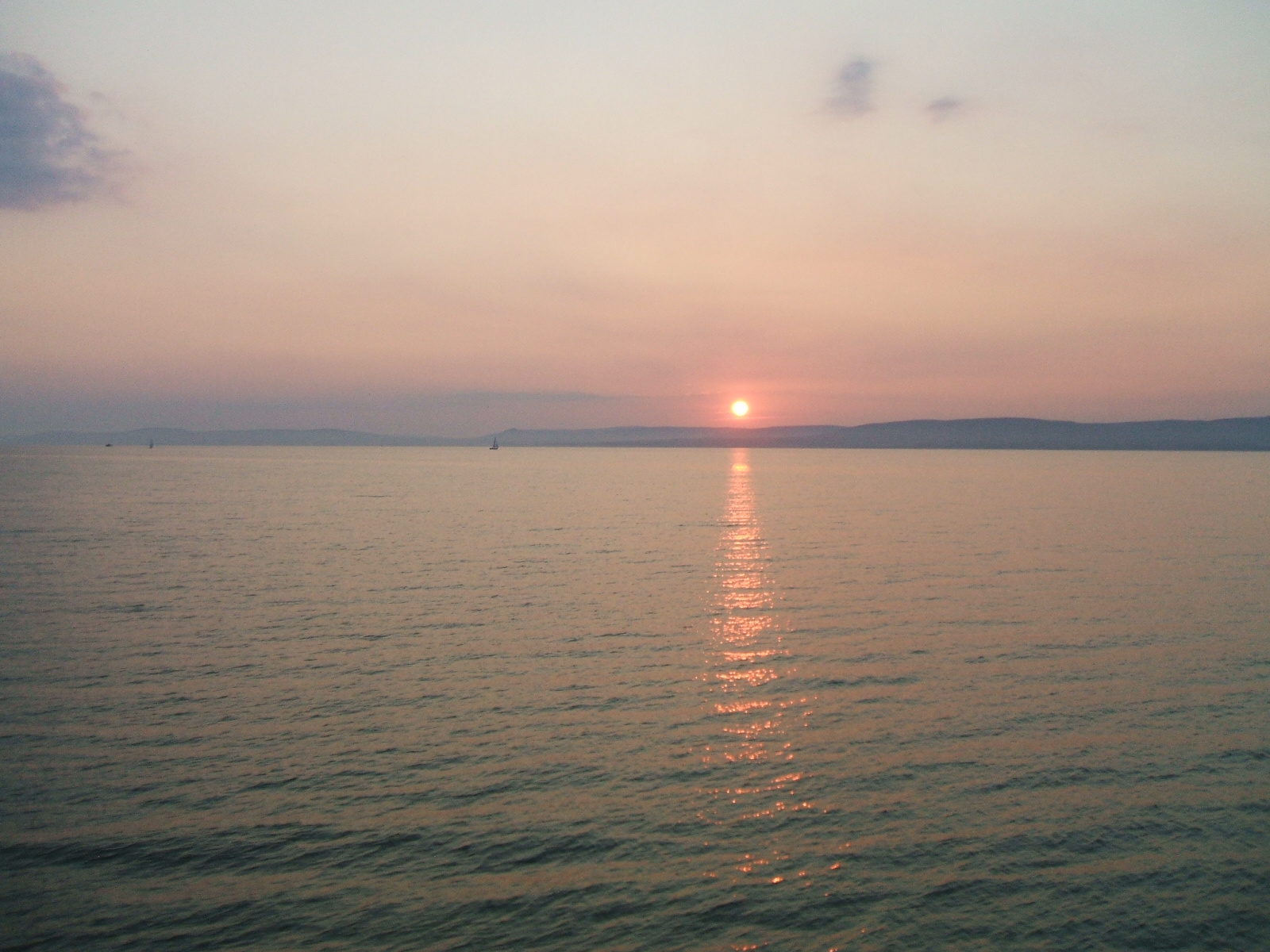
Il lago Balaton, detto anche "il mare degli ungheresi"

I fiumi principali dell'Ungheria sono innanzitutto il Danubio, che segna in parte il confine con la Slovacchia e attraversa tutto il territorio da nord a sud per circa 420 km, il Tibisco che attraversa l'Alföld da nord a sud per circa 600 km e la Drava lungo il confine con la Croazia.
Il lago Balaton (592 km²), il più grande lago dell'Europa centrale, si trova nella parte occidentale del Paese ai piedi della Selva Baconia. A pochi chilometri a est del Balaton si trova il lago di Velence, che con i suoi 26 km² è il terzo lago del Paese per superficie. Altro lago è il lago Fertő (o lago di Neusiedl) nella zona nord-occidentale al confine con l'Austria. Infine nell'Ungheria settentrionale si trova il lago del Tibisco (in ungherese Tisza-tó), un bacino artificiale formatosi a seguito della costruzione nel 1980 dell'invaso Kisköre, realizzato per il controllo delle piene del Tibisco, con una superficie di 127 km², è il secondo lago del Paese.

### Clima
L'Ungheria ha un clima continentale: gli inverni sono freddi e nevosi, le estati calde e afose; le piogge si concentrano soprattutto nei mesi primaverili e autunnali. Si possono verificare intensi temporali da calore in estate, mentre in inverno imperversano neve e ghiaccio. Le massime estive possono raggiungere i 35 °C, mentre d'inverno la temperatura può rimanere sotto lo zero anche di giorno.

## Popolazione

### Demografia

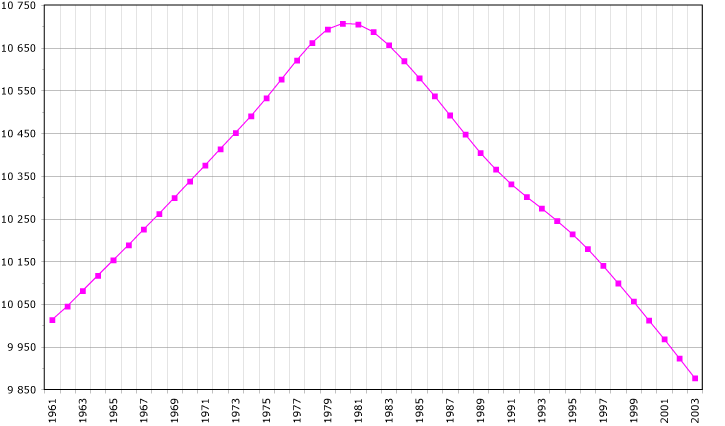
Andamento della popolazione Ungherese dal 1961 al 2003

In Ungheria la densità di popolazione è di 109 abitanti per km². Nel 2012, nello Stato risiedevano 9 983 645 abitanti.
Il tasso di natalità è del 9 per mille circa, mentre il tasso di mortalità è del 13 per mille, il che comporta che la popolazione è in diminuzione. Oltre a questo tasso di mortalità piuttosto alto, al declino demografico contribuisce anche l'emigrazione, fenomeno che interessa ancora il Paese.
L'aspettativa di vita, nel 2018, era di 71 anni per gli uomini e di 78 per le donne.
Il tasso di mortalità infantile dell'8‰ per i bambini sotto i 5 anni di età. 
Il tasso di disoccupazione, all'inizio del 2016, si attestava al 6,5% circa.

### Identità
Generalmente gli ungheresi sono fieri della propria "diversità", rispetto agli altri popoli d'Europa che sono di lingua indoeuropea.

### Etnie

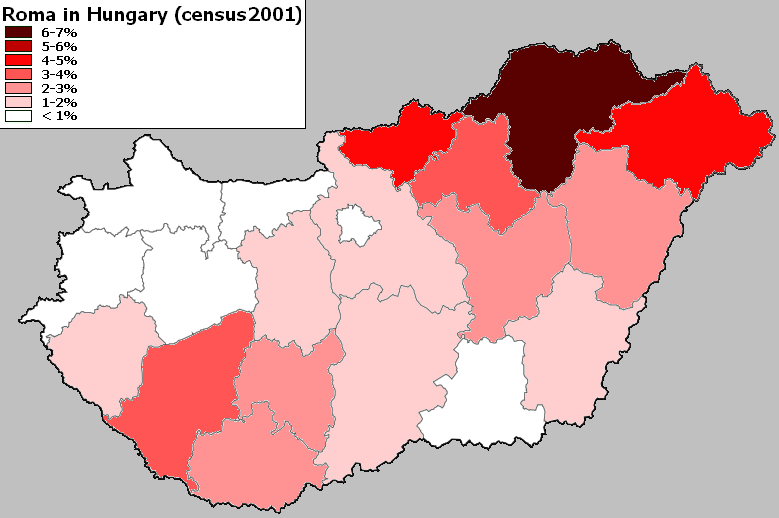
Mappa che illustra la presenza rom in Ungheria

L'Ungheria ha una popolazione composta prevalentemente da magiari. Esistono poi gruppi etnici che costituiscono minoranze, la più numerosa è quella rom, con circa 870.000 persone (il 9% della popolazione). Seguono meno consistenti etnie: i tedeschi, un tempo molto numerosi e influenti, gli slovacchi, i croati, i rumeni e ancora serbi, sloveni, ucraini, ruteni, ebrei e altri.
Seguono le percentuali dei dati del censimento del 2001:
- Magiari 93,2%,
- Rom 2,0%,
- Tedeschi 0,6%,
- Slovacchi 0,2%,
- Croati 0,1%,
- Rumeni 0,1%,
- altri (Serbi, Ruteni, Sloveni, Ucraini e altri) 3,8%.

### Religione
- Chiesa cattolica (27,5%)

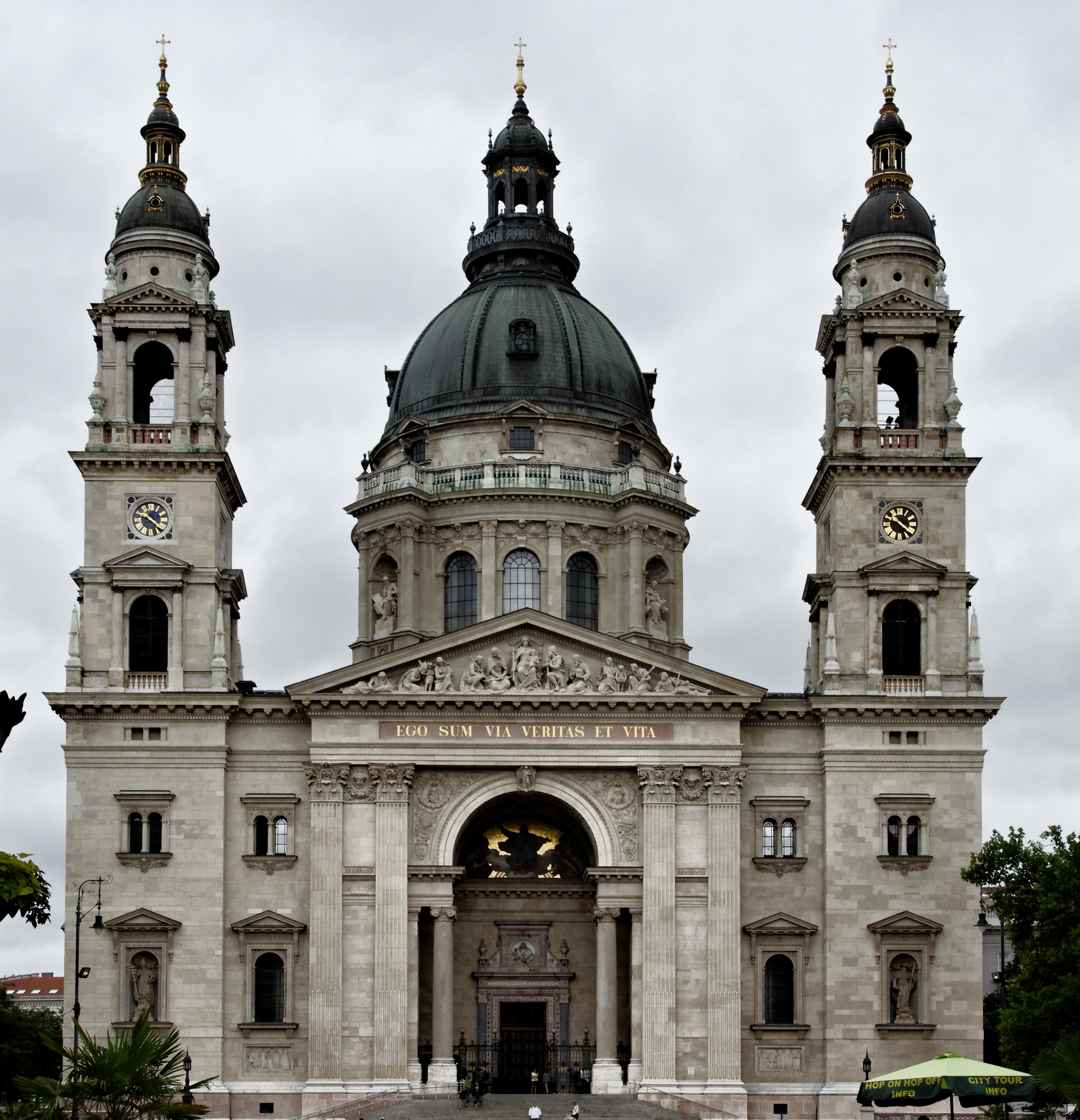
Basilica di Santo Stefano

- Chiesa greco-cattolica ungherese (1,7%)
- Calvinismo (9,8%)
- Luteranesimo (1,8%)
- Altri cristiani (1,7%)
- Altre religioni (1,3%)
- Ateismo agnostico (16,1%)
- Senza risposta (40,1%)[12]

### Lingue
La lingua ufficiale dell'Ungheria è l'ungherese. Già nelle scuole elementari viene studiata una lingua straniera come l'inglese o il tedesco.

## Ordinamento dello Stato
Secondo la precedente Costituzione del 1947 (fortemente emendata nel 1990), il Paese era una repubblica parlamentare. L'Assemblea nazionale (Országgyűlés), Parlamento nazionale unicamerale dell'Ungheria, era composta, fino al 2011, da 386 membri, eletti ogni 4 anni. Per accedere al Parlamento, i partiti dovevano superare la soglia del 5% dei voti popolari.
Dal 1º gennaio 2012, con l'entrata in vigore della nuova costituzione (Magyarország Alaptörvénye), il nome completo dello Stato è semplicemente "Ungheria" e la parola "Repubblica", che prima caratterizzava il nome completo dello Stato, non compare più nel nuovo testo costituzionale. Inoltre, i deputati dell'Assemblea nazionale furono ridotti a 199 membri.

### Suddivisioni amministrative
L'Ungheria è suddivisa in 19 contee (in ungherese al singolare megye, plurale megyék), considerando Budapest è un distretto a sé stante, come segue. Dal 2023 le contee sono chiamate comitati (vármegyék, sing. vármegye), denominazione in uso nel Regno d'Ungheria.
- Bács-Kiskun
- Baranya
- Békés
- Borsod-Abaúj-Zemplén
- Csongrád-Csanád
- Fejér
- Győr-Moson-Sopron
- Hajdú-Bihar
- Heves
- Jász-Nagykun-Szolnok
- Komárom-Esztergom
- Nógrád
- Pest
- Somogy
- Szabolcs-Szatmár-Bereg
- Tolna
- Vas
- Veszprém
- Zala

### Città principali
Le principali città, oltre alla capitale Budapest, sono: Debrecen, Miskolc, Seghedino, Pécs (Cinquechiese), Győr, Nyíregyháza, Kecskemét, Székesfehérvár (Albareale), Eger, Esztergom (Strigonio).

### Politica
Il 19 settembre 2006, la diffusione di una registrazione effettuata nel maggio precedente, durante una riunione riservata del Partito Socialista al governo (già Partito Socialista Operaio Ungherese, al potere durante il regime comunista), durante la quale il primo ministro Ferenc Gyurcsány diceva d'aver mentito e deliberatamente nascosto agli elettori la grave situazione del Paese al fine di vincere le elezioni e di non aver fatto nulla, come governo, per rimediarvi, scatena una serie di manifestazioni contro il governo.
Durante le manifestazioni, che chiedono le dimissioni del primo ministro, per il momento non concesse, alcune frange di manifestanti (numericamente esigui, ma molto violenti), secondo la polizia legati agli ultras delle squadre di calcio, hanno compiuto numerosi atti vandalici per tre notti consecutive, assaltando anche la sede della televisione nazionale. Il 22 settembre il presidente del Parlamento dichiara che i manifestanti non hanno formalizzato le proprie richieste e che pertanto non si è ancora posto il problema delle dimissioni del governo o dell'autoscioglimento del parlamento. Il 24 settembre i manifestanti decidono di continuare la protesta nelle piazze. Il Fidesz, principale partito di opposizione, annuncia di incominciare la battaglia politica in parlamento, chiedendo formalmente le dimissioni del governo e nuove elezioni politiche, la richiesta viene fatta il 25 settembre.
Dopo le elezioni amministrative (comunali e provinciali), svoltesi il 1º ottobre 2006, in cui il partito socialista di governo subisce una dura sconfitta, l'opposizione fissa al governo un ultimatum di 72 ore per dimettersi. Il 6 ottobre il primo ministro chiede e ottiene la fiducia del Parlamento in cui gode di ampia maggioranza.
Il 23 ottobre 2006, in coincidenza con la celebrazione del cinquantesimo anniversario dell'Insurrezione di Budapest con la presenza di rappresentanti di quasi tutti i paesi del mondo, sono riprese, in diverse zone della capitale, le manifestazioni contro il governo. Quando la polizia comincia, nelle prime ore del mattino, a evacuare piazza Kossuth (la piazza antistante il Parlamento, occupata da diverse settimane dai manifestanti antigovernativi) per permettere lo svolgimento della solenne commemorazione ufficiale del 23 ottobre, riprendono gli scontri in varie zone della capitale. Nel pomeriggio, avevano avuto luogo in tutta la città dimostrazioni da parte di gruppi di opposizione. In una piazza del centro, alcuni manifestanti si impossessano di un carro armato storico utilizzato per le cerimonie del 23 ottobre e con questo si dirigono verso le linee della polizia, ma vengono rapidamente bloccati e disarmati. In una zona non molto distante, alcune centinaia di migliaia di cittadini si erano radunate per la commemorazione del 23 ottobre organizzata dal Fidesz, questa si svolge in maniera pacifica.
Il 24 ottobre, su richiesta dei partiti di opposizione (che accusano la polizia di aver volutamente provocato gli scontri), i gruppi parlamentari decidono che sarà aperto un dibattito in Parlamento sulle responsabilità degli ultimi scontri, che hanno provocato 160 feriti e 131 persone arrestate. Un dibattito vero e proprio finora non ha avuto luogo, ma dopo una serie di polemiche il prefetto di Budapest è stato confermato al suo posto dal premier e onorato con una decorazione dal sindaco della capitale. Il Fidesz intanto ha dato vita a un centro di documentazione per le persone che si considerano vittime o testimoni di abusi che la polizia avrebbe commesso il 23 ottobre, a tale centro si sarebbero rivolte finora centinaia di persone, tra le quali anche diversi stranieri, che sarebbero stati maltrattati dalla polizia ungherese, in occasione della festa nazionale.

### Relazioni con l'Unione europea
Queste le tappe già percorse del processo di integrazione:
| Data o periodo                 | Evento |
| ------------------------------ | --- |
| 31 marzo 1994                  | Presenta la domanda di adesione. |
| 31 marzo 1998-13 dicembre 2002 | Negoziati di adesione. |
| 12 aprile 2003                 | Un referendum approva la ratifica del Trattato di adesione.                                                                                              |
| 14 aprile 2003                 | Il Consiglio europeo approva l'adesione dell'Ungheria, che il 16 aprile, ad Atene, firma il Trattato di adesione, che entra in vigore il 1º maggio 2004. |
| 21 dicembre 2007               | Ingresso nell'area Schengen. |

## Istituzioni

### Università
Nel 1367 è stata fondata dal re Luigi I d'Ungheria l'Università di Pécs, la prima nel Paese e la quarta più antica del Sacro Romano Impero.

## Economia
L'agricoltura e l'allevamento insieme contano il 4% di addetti. Si coltivano legumi, cereali, frutta, ortaggi, uva, tabacco, lino, canapa e peperoni rossi, da cui si ricava la paprica, inoltre si allevano cavalli, bovini e ovini.
L'Ungheria è il secondo più grande produttore di fegato d'oca al mondo, dopo la Francia, e il più grande esportatore.
L'Ungheria è un Paese industriale (con il 32% di addetti), soprattutto nell'area di Budapest. Le principali industrie sono quelle meccaniche, chimiche e farmaceutiche. Abbastanza rilevante è il settore automobilistico, in particolare con lo stabilimento del marchio tedesco Audi nelle vicinanze di Győr. Inoltre si estraggono la bauxite, la lignite, il carbon fossile e il gas naturale.
Il settore terziario (64% di addetti) si basa sui trasporti e sul turismo.
La rete dei trasporti è ben sviluppata; le autostrade e le linee ferroviarie si diramano a raggiera a partire dalla capitale.
Budapest è certamente la più importante delle due città ungheresi dotate di aeroporto internazionale, con i tre Terminal di Ferihegy 1, 2A e 2B. L'altra è Debrecen. La compagnia di bandiera era la Malév, fallita all'inizio del 2012; recentemente hanno aperto collegamenti con Budapest diverse compagnie low-cost (fra cui l'ungherese-polacca Wizz Air). Dal 1º gennaio 2012 l'IVA ungherese (ÁFA - Általános forgalmi adó) è con il 27% la più alta del mondo.

## Cultura

### Letteratura

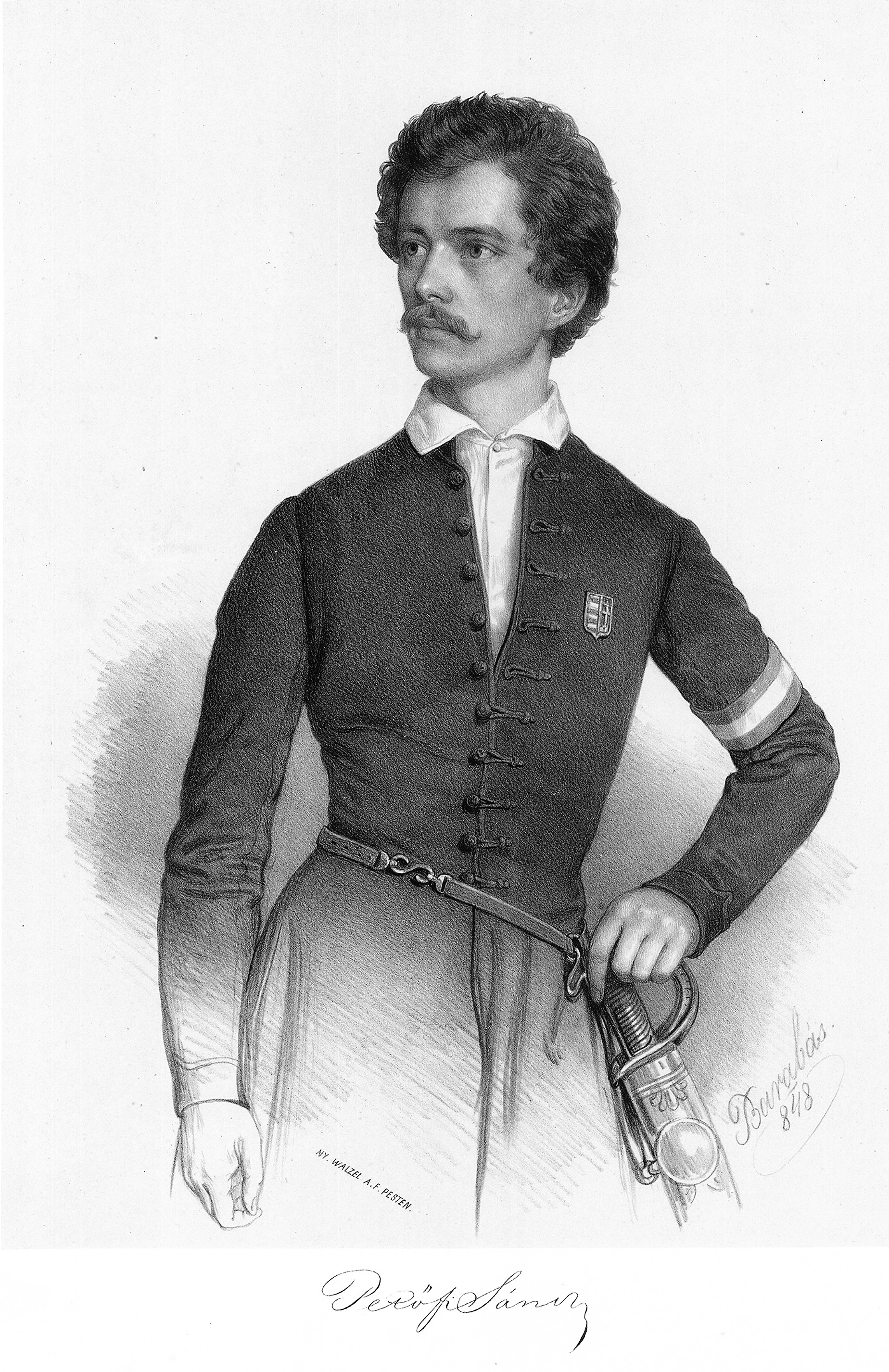
Sándor Petőfi, da un dipinto di Miklós Barabás.

Un'importante collezione di manoscritti medievali è costituita dal Codice Pray.
La letteratura ungherese si afferma già nel XV secolo sotto re Mattia Corvino. Nel XVI secolo prevale la forma religiosa con Bálint Balassi. Nel XVI secolo, inoltre, avviene la prima traduzione ungherese completa della Bibbia, la Bibbia di Vizsoly, da parte del pastore calvinista Gáspár Károlyi (~1529-1592)..
Ma è solo nel XIX secolo che si afferma la produzione magiara con il maggior poeta ungherese Sándor Petőfi, il poeta del romanticismo ungherese, autore del poema Nemzeti dal (Canto nazionale) (1848), e con le epopee storiche di János Arany.
Nel XX secolo eccellono in poesia Endre Ady, nel romanzo Ferenc Molnár, Sándor Márai, e soprattutto Imre Kertész, Premio Nobel per la letteratura nel 2002.
Tra le scrittrici ungheresi del Novecento che si sono affermate maggiormente si annovera Magda Szabó, vincitrice di numerosi premi: diverse sue opere sono state tradotte in molte lingue.

### Filosofia e politica

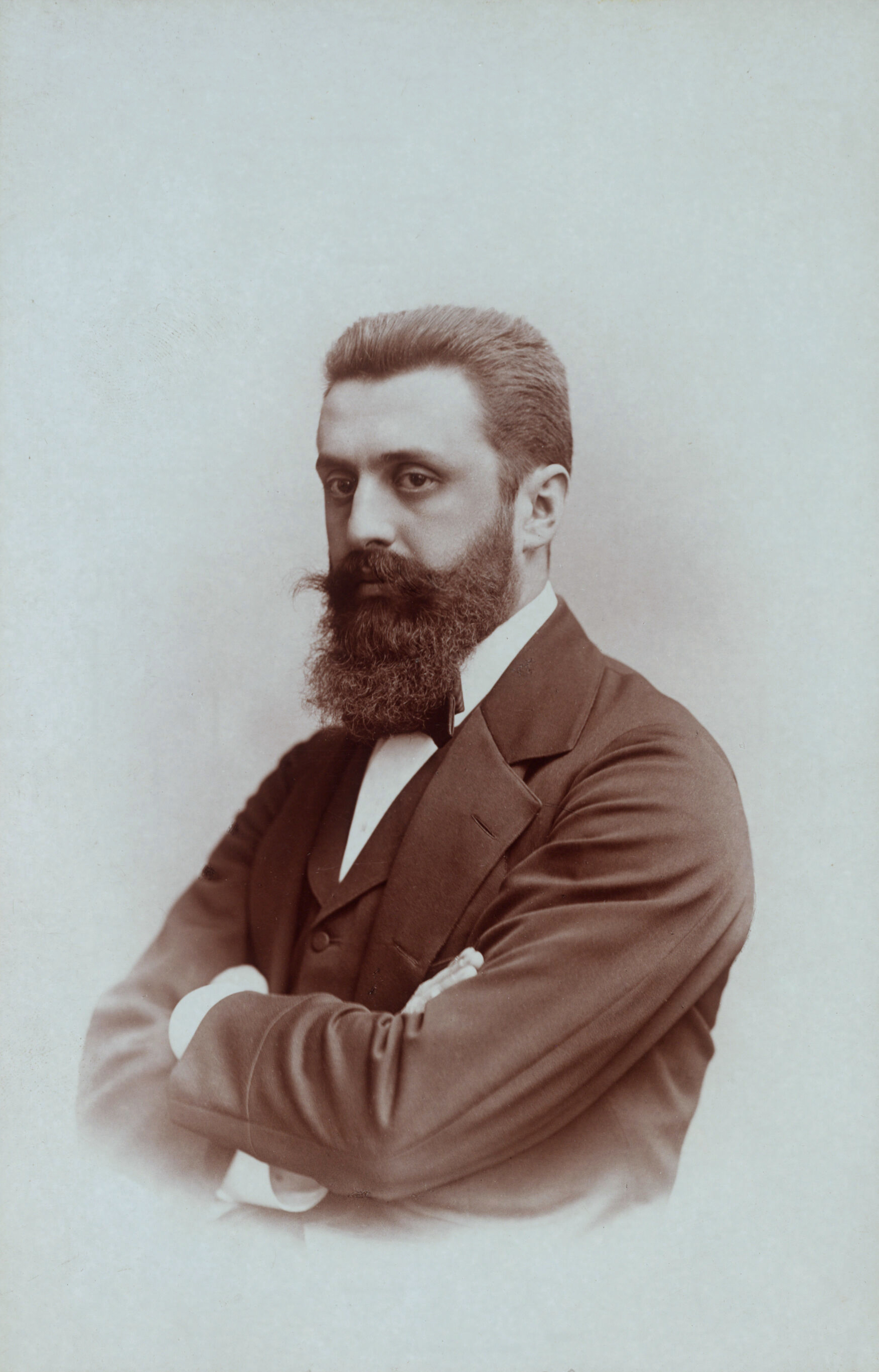
Theodor Herzl, padre del sionismo moderno.

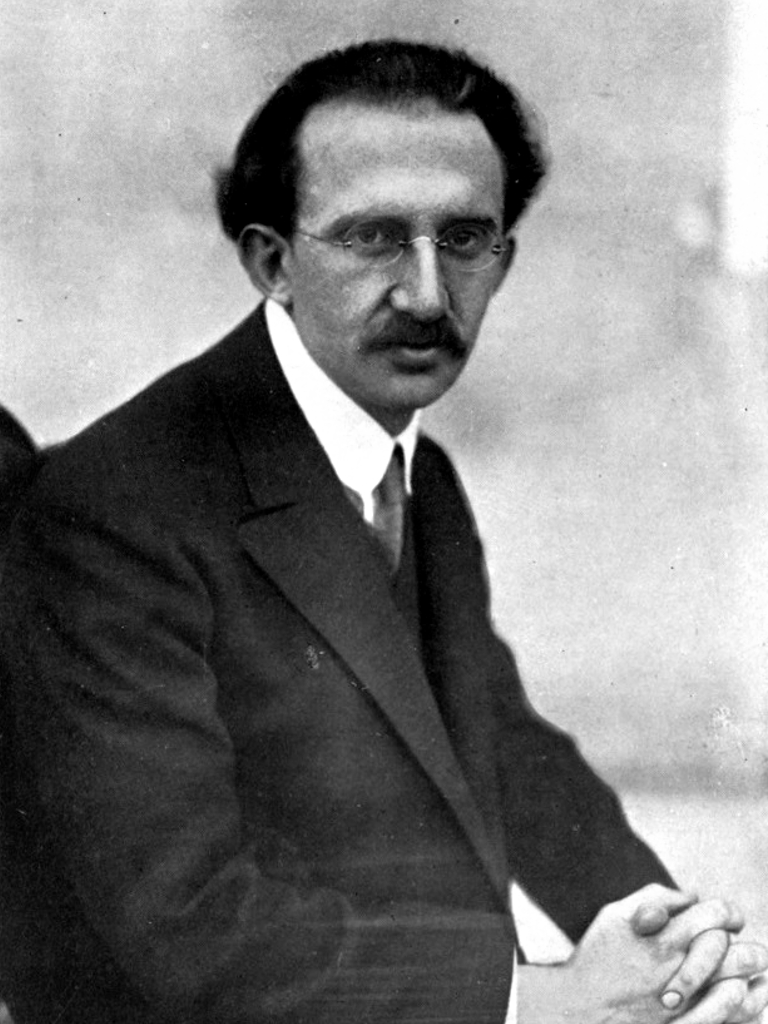
György Lukács, tra i principali esponenti del marxismo.

Durante il primo periodo dell'Illuminismo si afferma la figura di György Bessenyei. Tra i filosofi ungheresi che si sono distinti nel XX secolo vi sono György Lukács, tra i principali esponenti del marxismo del XX secolo. Tra il XX e il XXI secolo spicca la figura di Ágnes Heller, esponente della cosiddetta Scuola di Budapest, una corrente filosofica del marxismo.
Nel XIX spicca, in ambito politico, spicca la figura di Theodor Herzl, ungherese, ma naturalizzato austriaco, padre del sionismo e autore del saggio Lo Stato ebraico (1896).

### Mitologia
La mitologia ungherese riguarda anche miti, leggende e racconti fantastici del popolo ungherese.

### Musica

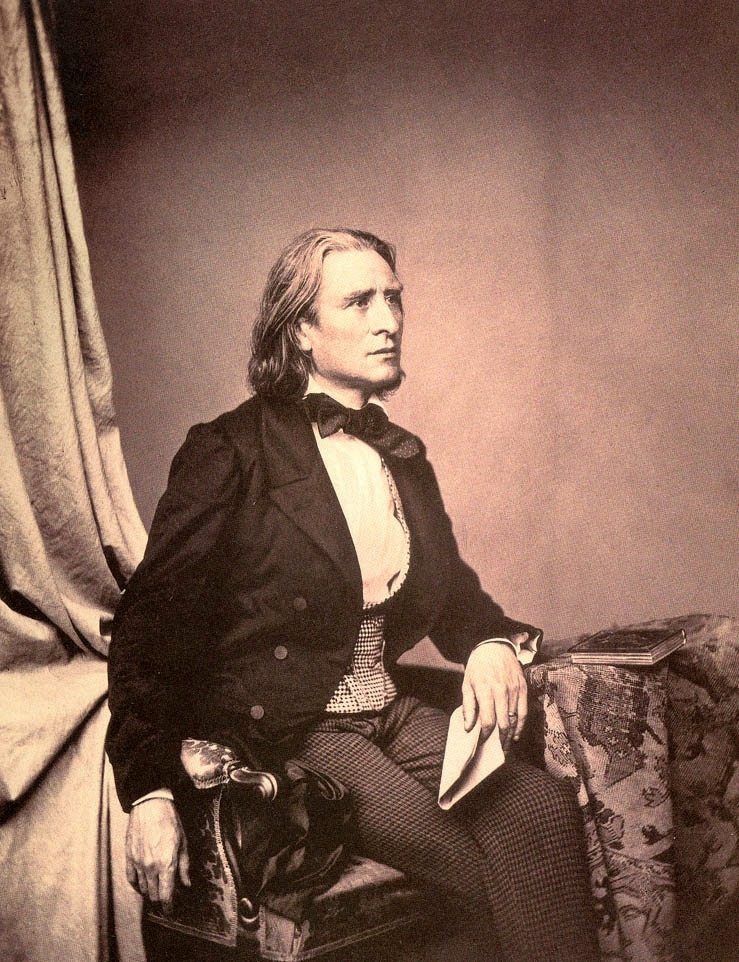
Franz Liszt, tra i maggiori esponenti della musica romantica.

Uno dei generi musicali popolari caratteristici ungheresi è rappresentato dalla csárdás.
Un tipico strumento musicale a corde battute, diffuso in Ungheria, è costituito dal cimbalom.
Nel XIX secolo, tra i grandi compositori ungheresi, si ricordano Franz Liszt, celebre esponente della musica romantica, ma anche Ferenc Erkel, compositore e pianista, padre della Grand opéra ungherese.
Nel XX secolo si distinsero Béla Bartók e Zoltán Kodály, tra i più importanti esponenti dell'etnomusicologia; per il genere dell'operetta spiccano Franz Lehár e Emmerich Kálmán, e, tra il XX e il XXI secolo, nell'ambito della musica contemporanea, è celebre György Ligeti.
Tra i cantanti ungheresi spicca, tra gli altri, Pál Kalmár, famoso interprete della canzone Szomorú vasárnap (1933).
Per la musica pop fra gli esponenti più noti vi sono Zsuzsa Koncz e le Girl group delle Baby Sisters.

### Arte
Tra il XVII e il XVIII secolo si distinse la figura di Jakob Bogdani. Nel XIX secolo spicca la figura dell'architetto Mihály Pollack, importante esponente dell'architettura neoclassica ungherese. Nel XIX secolo fu celebre anche il pittore Mihály Munkácsy, nato a Mukačevo..Nel XX secolo un importante esponente del Bauhaus fu László Moholy-Nagy.

### Fotografia
Nel campo della fotografia l'Ungheria ebbe una certa rilevanza grazie all'azienda Forte (ex stabilimento della Kodak nazionalizzato nel 1948) e ai suoi prodotti Fortepan.
A partire dal 2010 è nato l'archivio fotografico collettivo ungherese Fortepan (ispirato alla storica azienda fotografica ungherese), che raccoglie tutta la storia fotografica dell'Ungheria e dell'Europa con oltre 100.000 foto, di cui la maggior parte disponibili su Wikimedia Commons sotto licenza CC-BY-SA 3.0.

### Patrimoni dell'umanità
Otto siti dell'Ungheria sono stati iscritti nella Lista dei patrimoni dell'umanità dell'UNESCO.

### Cinema
Anche in campo cinematografico l'Ungheria si è distinta, nel corso del XX secolo, con importanti personalità, tra le quali l'attrice Zsa Zsa Gábor e i registi Miklós Jancsó e Béla Tarr.

### Scienza e tecnologia

#### Medicina

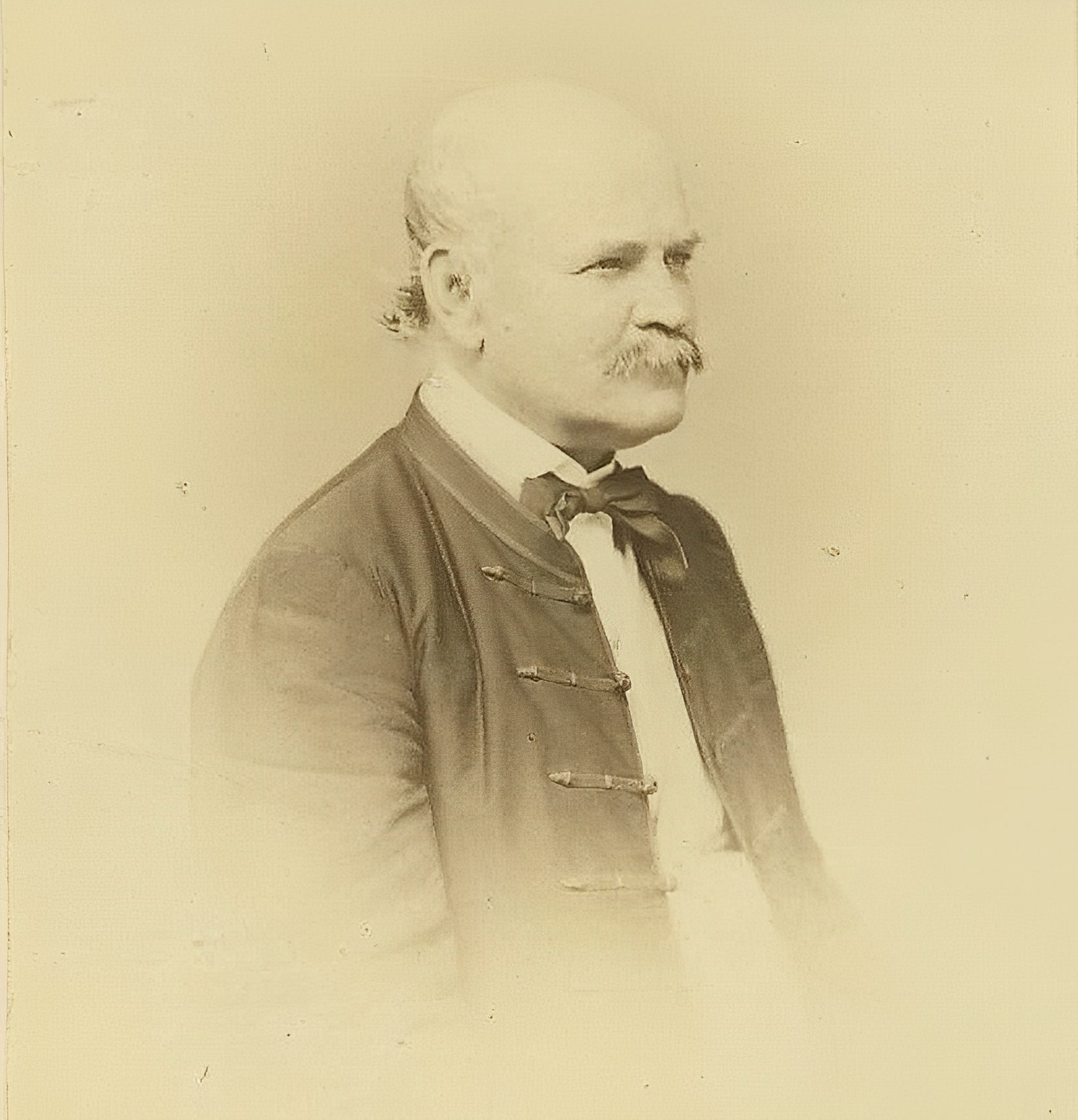
Ignác Semmelweis (1860).

- Nel XIX secolo si distinse la figura di Ignác Semmelweis, noto per i suoi studi sulle trasmissioni batteriche da contatto e la prevenzione della febbre puerperale; fu colui, inoltre, che nel 1847 scoprì che, nelle cliniche ostetriche, l'alta incidenza di febbre puerperale poteva essere ridotta mediante la disinfezione delle mani.[17]
- Sempre nel XIX secolo spicca la figura di Ádám Politzer (1835-1920) padre dell'otologia moderna[18]
- Nel XX secolo Albert Szent-Györgyi, scoprì nel 1928 l'acido ascorbico (o Vitamina C) ed ebbe il Premio Nobel per la medicina e fisiologia nel 1937.

#### Matematica e fisica
Alcuni celebri matematici e fisici ungheresi sono stati: János Bolyai, che diede importanti contributi alla geometria non euclidea, John von Neumann, Eugene Wigner, Edward Teller, Paul Erdős, Leó Szilárd, Frigyes Riesz, Marcel Riesz, Eugene Lukacs, István Hatvani. È da ricordare inoltre la figura di Philipp von Lenard, Premio Nobel per la fisica, nel 1905 per le sue ricerche sul raggio catodico.

#### Invenzioni celebri
- 1938: l'invenzione della penna a sfera (o penna biro), da parte di László Bíró.

#### Ungheria nello spazio
- 26 maggio 1980: Bertalan Farkas è il primo ungherese ad andare nello spazio.
- 13 febbraio 2012: viene lanciato MaSat-1, il primo satellite ungherese.

### Giochi

il celebre Cubo di Rubik realizzato nel 1974.

Nel 1974 venne creato il noto Cubo di Rubik, inventato dal designer ungherese Ernő Rubik.

## Tradizioni

### Gastronomia

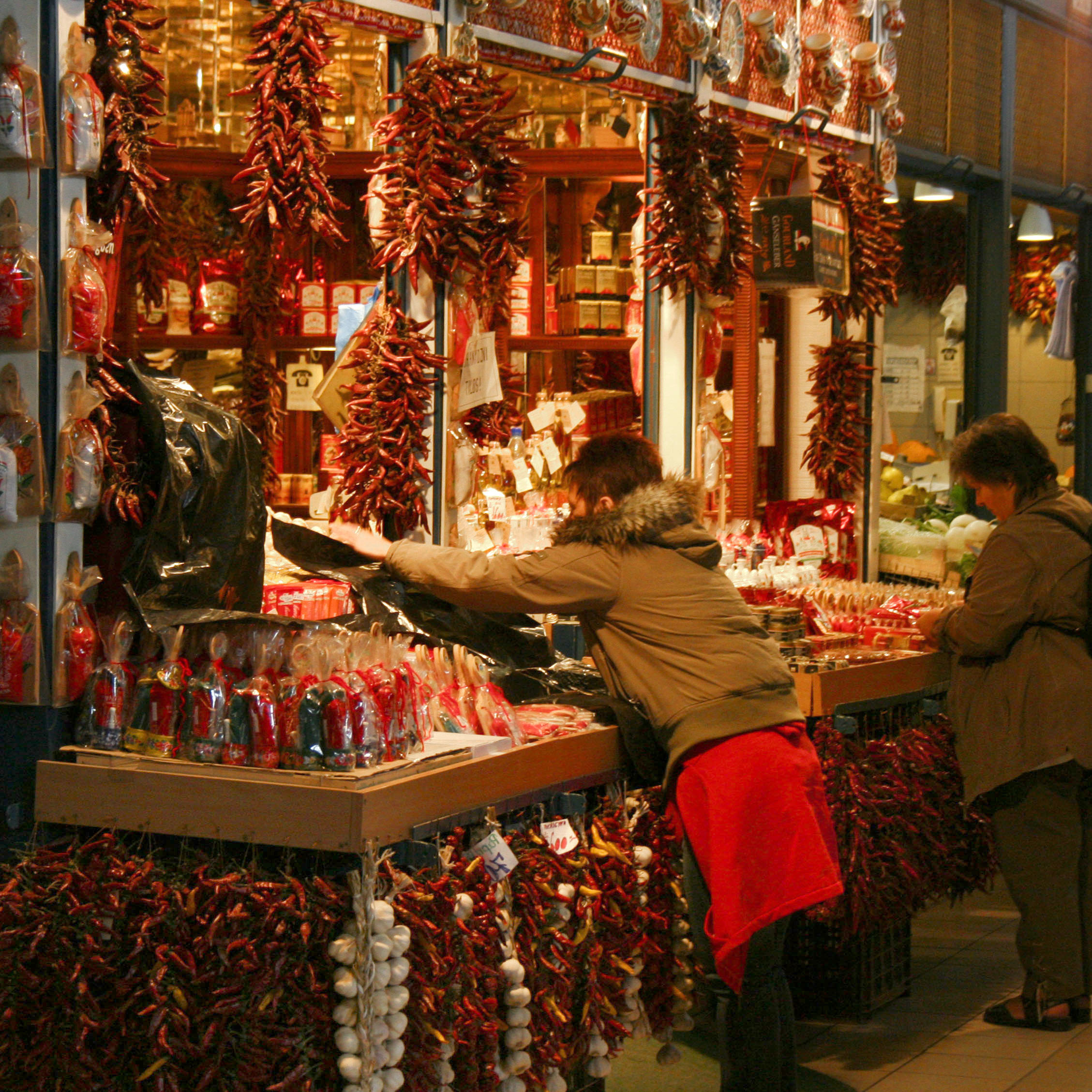
Venditore di paprika ungherese, Budapest

Uno dei piatti tipici dell'antica cucina magiara è il gulasch, in ungherese gulyás, una zuppa che i gulyások (i mandriani, da gulya che significa mandria) cucinavano dentro un grande paiolo messo su un fuoco di legna all'aperto. Questo piatto consiste in una sostanziosa minestra a base di carne, lardo, soffritto di cipolla e carote, patate e paprica.
Inizialmente cucinata solo dai mandriani, verso la fine del XVIII secolo arrivò a essere conosciuta dalle famiglie borghesi, per poi apparire sulla tavola del popolo insieme con altri stufati di carne, di solito bovina, come i paprikás aggiustati con la farina, la paprica e la panna acida (tejföl), o il pörkölt, chiamata anche la rosolata della puszta.
L'ingrediente principale del gulyás, già citato sopra, è la paprica, che si ottiene dal peperone fatto seccare e macinato, ed è una delle spezie comunemente usate nella preparazione dei cibi. Il peperone arrivato a seguito della scoperta delle Americhe venne accolto in Ungheria con molto entusiasmo, cambiando così la cucina ungherese.
Una leggenda dice che una giovane contadina ungherese che era stata costretta con la forza a vivere nell'harem del pascià turco di Buda, avesse spiato a lungo i giardini del palazzo mentre coltivavano i peperoni e che, una volta liberata, avesse insegnato ai contadini del suo villaggio a coltivare la paprica.
Il momento del raccolto viene vissuto come un rito gioioso. L'8 settembre le donne, vestite con costumi sgargianti, raccolgono i peperoni nei campi e dopo averli infilzati con ago e filo fanno delle lunghe ghirlande che appendono a speciali sostegni di legno o ai muri delle case.
Un dolce tipico di Budapest è la torta Dobos, creata in onore di Francesco Giuseppe e la moglie Sissi all'esibizione nazionale generale di Budapest del 1885. Un'altra pietanza piuttosto diffusa è la palacinta, una sorta di crêpe dolce o salata. In merito alle bevande, un tipico amaro ungherese viene chiamato Unicum.
Altri prodotti enogastronomici sono il lángos, il sajtos roló, i vini Tokaji ed Egri Bikavér e la pálinka (specie di grappa locale). Di recente ha avuto diffusione il Túró Rudi, una glassa di cioccolato fondente con un ripieno a base di ricotta.

## Sport

### Pallanuoto
La Nazionale di pallanuoto maschile dell'Ungheria è tra le più titolate al mondo: ha vinto fra l'altro 4 titoli mondiali, 9 ori olimpici e 12 europei.

### Calcio
La nazionale di calcio dell'Ungheria può vantare due secondi posti nel Campionato del mondo (1938, 1954) e il titolo di Campione nella Coppa Internazionale (1948, 1953).
Tra i calciatori ungheresi spicca, tra gli altri, Ferenc Puskás, inserito nella lista FIFA 100 e alla posizione numero 6 nella lista Miglior calciatore del XX secolo IFFHS: figurano in questa lista anche László Kubala e Sándor Kocsis.

### Giochi olimpici
La prima medaglia d'oro olimpica per l'Ungheria venne dal nuoto e fu conquistata da Alfréd Hajós (primo campione olimpico dell'era moderna), ai Giochi olimpici di Atene 1896.
Ma la prima medaglia olimpica per l'Ungheria fu vinta da Alajos Szokoly, medaglia di bronzo nei 100 metri piani, ai Giochi olimpici di Atene 1896.
L'atleta ungherese più titolato ai Giochi olimpici è Aladár Gerevich, nella scherma, con 7 ori, 1 argento e 2 bronzi.

### Sport motoristici
In Ungheria, a Mogyoród, è presente l'Hungaroring, sede del Gran Premio d'Ungheria di Formula 1 dal 1986. Zsolt Baumgartner, prendendo parte a due gare della stagione 2003 con una Jordan, è stato il primo pilota ungherese in Formula 1. Nel 2004 disputa l'intero campionato con la scuderia Minardi e, in occasione del Gran Premio degli Stati Uniti, grazie all'ottavo posto finale conquista un punto diventando così il primo pilota dell'Europa dell'Est a raggiungere questo risultato. Diversi piloti ungheresi hanno preso parte alle varie discipline agonistiche del motociclismo. Tra di essi Gábor Talmácsi è stato campione del mondo della Classe 125 nel 2007 con un'Aprilia; Imre Tóth dopo il ritiro dalle corse, ha gestito l'omonimo Team nelle varie categorie sia per prototipi che per motociclette derivate dalla serie.

### Alpinismo
- Lo scalatore Zsolt Erőss è stato il primo ungherese a raggiungere la vetta del monte Everest, il 25 maggio 2002.[22]

## Festività
| Data             | Nome italiano                                                       | Note |
| ---------------- | ------------------------------------------------------------------- | --- |
| 1º gennaio       | Capodanno                                                           | |
| 15 marzo         | Festa nazionale ungherese: Rivoluzione del 1848                     | |
| -                | Pasqua                                                              | Domenica, data variabile |
| -                | Lunedì di Pasqua                                                    | il lunedì dopo Pasqua |
| 1º maggio        | Festa del lavoro                                                    | |
| -                | Lunedì di Pentecoste                                                | verso maggio/giugno |
| 20 agosto        | Santo Stefano Festa della Costituzione                              | La ricorrenza nazionale chiamata Az államalapítás ünnepe (Festa della Fondazione dello Stato), celebra il Giorno della Canonizzazione di Re Stefano I, fondatore dello Stato ungherese, come santo Stefano d'Ungheria, nel 1083. La data dell'anno 1000 coincide con lo Stato cristiano ungherese. |
| 23 ottobre       | Commemorazione della Rivolta del 1956 Festa della Repubblica (1989) | |
| 1º novembre      | Ognissanti                                                          | |
| 25 e 26 dicembre | Natale in Ungheria                                                  | Celebrazioni per la ricorrenza del Natale |

### Altre ricorrenze
- 7 novembre: Giorno dell'Opera Ungherese,[24] in onore alla data di nascita del compositore Ferenc Erkel (1810-1893)